# Ron Paul
Ronald Ernest "Ron" Paul (Pittsburgh, 20 de agosto de 1935) es un médico y político estadounidense, miembro del Partido Libertario, exrepresentante por el decimocuarto distrito de Texas en la Cámara de Representantes de los Estados Unidos. Reside en Lake Jackson, ciudad del mismo estado. Formó parte del Comité de Asuntos Exteriores, el Comité Económico Mixto, el Comité de Servicios Financieros, y fue presidente del Subcomité de Política Monetaria Interior, donde ha sido un crítico de las actuales políticas exteriores y monetarias estadounidenses, abogando por la auditoría y disolución de la Reserva Federal.
Paul se graduó en el Gettysburg College y en la Universidad Duke, donde consiguió su título en medicina. Sirvió como cirujano de vuelo en la Fuerza Aérea de los Estados Unidos desde 1963 hasta 1968, durante la guerra de Vietnam. Trabajó como médico obstetra y ginecólogo en los años sesenta y setenta, atendiendo más de 4.000 partos, antes de entrar en la política en 1976.
Es el fundador del grupo de presión Campaign for Liberty y sus ideas han sido expresadas en numerosos artículos y libros publicados, incluyendo Liberty Defined: 50 Essential Issues That Affect Our Freedom (2011), End the Fed (2009), The Revolution: A Manifesto (2008), Pillars of Prosperity (2008), A Foreign Policy of Freedom: Peace, Commerce, and Honest Friendship (2007), y The Case for Gold (1982). De acuerdo con Keith Poole, un politólogo de la Universidad de Georgia, Paul tiene el registro de votos más conservador que ningún otro miembro del Congreso desde 1937. Su hijo Rand Paul fue elegido para el Senado de los Estados Unidos por Kentucky en 2011, siendo la primera vez que coinciden en el congreso un padre y un hijo.
Ha sido llamado el "padrino intelectual" del Tea Party. Ha conseguido notoriedad por sus posiciones libertarias en muchos temas políticos, chocando a menudo con los dirigentes de los partidos republicano y demócrata. Paul ha postulado tres veces para la Presidencia de los Estados Unidos, primero en 1988 como candidato del Partido Libertario y de nuevo en 2008 y 2012 como republicano. En diciembre de 2010, Ron Paul, partidario de eliminar el banco central, fue nombrado presidente del comité que controla la Reserva Federal. En mayo de 2011, Paul anunció oficialmente que se postularía a la presidencia una vez más como candidato del partido republicano en el año 2012. El 13 de julio de 2011 anunció que no buscará la reelección al congreso en el 2012 para concentrarse en su campaña a la presidencia.

## Biografía
Paul nació en Pittsburg, hijo de Margaret (nacida Dumont) y Howard Caspar Paul. Sus bisabuelos paternos inmigraron desde Alemania, y su madre era de ascendencia Alemana e Irlandesa. Cuando estudiaba en Dormont High School, fue campeón estatal de los 200 metros. Obtuvo un título de Bachelor of Science en biología en Gettysburg College en 1957. Durante su estancia en la universidad, fue miembro de la fraternidad Lambda Chi Alpha. Después de conseguir el título de doctor en Medicina en la Duke University School of Medicine (Artículo en inglés) en 1961, se mudó con su esposa a Míchigan donde completó sus estudios en el hospital Henry Ford de Detroit. Luego sirvió como cirujano de vuelo en la Fuerza Aérea de los Estados Unidos de 1963 hasta 1965 y en la Guardia Nacional de los Estados Unidos (Artículo en inglés) de 1965 a 1968.
A fines de los años sesenta, Paul y su esposa se mudaron a Texas, donde continuó trabajando como médico. Especializado en obstetricia y ginecología, Paul empezó su propia práctica privada.
Está casado con Carol Wells desde 1957. Tienen cuatro hijos, que fueron bautizados episcopalmente: Ronald, Lori, Rand y Joy. Rand, es senador por el estado de Kentucky. Fue criado como luterano y luego Paul se volvió Bautista.

## Principios de la carrera de congresista
Como residente médico en los años sesenta, Paul fue influenciado por el libro de Friedrich Hayek, el Camino de servidumbre, que lo llevó a leer varios trabajos de Ayn Rand y Ludwig von Mises. También llegó a conocer a los economistas Hans Sennholz y Murray Rothbard, los cuales lo influenciaron en su estudio de la economía. Paul llegó a creer que lo que los economistas de la Escuela austríaca escribieron se estaba volviendo realidad el 15 de agosto de 1971, cuando el presidente Richard Nixon cerró la "ventana de oro" separando el dólar estadounidense del patrón oro. Ese mismo día, el joven médico decidió entrar a la política, diciendo después que, "Después de aquel día, todo el dinero será dinero político en vez de ser dinero con valor real. Yo estaba sorprendido".

### Primeras campañas
Inspirado en su creencia de que la crisis monetaria de los 1970s fue predicha por la Escuela austríaca y causada por el excesivo gasto fiscal por la guerra de Vietnam y el estado social, Paul se volvió un delegado para la convención Republicana de Texas y un candidato Republicano para el Congreso de los Estados Unidos. En 1974, el titular Robert R. Casey lo derrotó en el 22° distrito de Texas. Cuando el presidente Gerald Ford nombró a Casey como cabeza de la Comisión Marítima Federal (Artículo en inglés), Paul ganó en abril de 1976 una elección parcial para llenar el puesto vacío. Paul perdió unos meses después en la elección general, al Demócrata Robert Gammage, por menos de 300 votos (0.2%), pero derrotó a Gammage en una revancha en 1978, y fue reelegido en 1980 y 1982.
Paul fue el primer representante republicano del área. También dirigió la delegación texana de Reagan en la Convención Nacional Republicana. Su exitosa campaña contra Gammage sorprendió a los Demócratas locales, quienes esperaban a retener el puesto fácilmente a raíz del Escándalo Watergate. Gammage subestimó el apoyo de Paul de parte de las madres locales: "Tenía dificultad en el condado de Brazoria, donde el ejercía, porque él había asistido a la mitad de los bebés en el condado. Solo había dos obstetras en el condado, y el otro era su socio."

### Cámara de Representantes
Paul propuso, en múltiples ocasiones, legislaciones para limitar el número de veces que alguien puede ser reelegido a un puesto público durante los años 70 en la Cámara, donde también se negó atender a viajes pagados o regístrarse para la pensión del congreso en sus cuatro términos. Su jefe de personal entre 1978 y 1982 fue el actual presidente del Instituto Ludwig Von Mises, Lew Rockwell. En 1980, cuando una mayoría de los Republicanos favorecían la propuesta de Presidente Jimmy Carter para volver a re-instaurar legislación para el servicio militar obligatorio en los Estados Unidos, Paul argumentó que sus ideologías eran inconsistentes, afirmando que ellos estaban más interesados en inscribir a sus hijos que a sus armas. El también propuso legislaciones que disminuían las remuneraciones de miembros del congreso de acuerdo a la tasa de inflación; participó regularmente en el Partido de Béisbol del Congreso; y continuó atendiendo partos los lunes y sábados a lo largo de su carrera como representante del 22° distrito.
Durante su primer término, Paul fundó un think tank, la Fundación para la Educación y Economía Racional (Foundation for Rational Economics and Education) (FREE). También en 1976, la fundación empezó a publicar los primeros boletines de noticias mensuales conectado con Paul, Dr. Ron Paul's Freedom Report (o Special Report). Este también publicaba monografías. libros, spots de radio, y (desde 1997) una nueva serie de boletines de noticias, Ron Paul's Freedom Report, que promueve los principios de un gobierno limitado.
En la Cámara del Comité Bancario (House Banking Committee), Paul culpó a la Reserva Federal por la inflación, y habló en contra de la
mala administración bancaria que llevó a la 'crisis de ahorros y préstamos' (Crisis de ahorros y préstamos). La Comisión de oro de EE. UU. creada por el Congreso en 1982 fue la idea de él y la de Jesse Helms, y el reporte de minoría de la comisión de Paul publicado por el Instituto Cato en The Case for Gold; está ahora disponible en el Instituto Mises, donde Paul es un consejero distinguido.
En 1984, Paul decidió a ser candidato para el Senado de los Estados Unidos en vez de la reelección a la Cámara, pero perdió las primarias Republicanas a Phil Gramm. Otro candidato en las primarias para el senado era Henry Grover, un conservador ex-legislador estatal que perdió las elecciones gubernamentales en 1972 al Demócrata Dolph Briscoe, Jr. Paul después retorno a ejercer su labor como médico tiempo completo y su Sucesor fue el exrepresentante estatal Tom DeLay. En su despedida de la Cámara, Paul dijo, "Los intereses especiales han reemplazado la preocupación que los Fundadores tenían por el bienestar general. La negociación de votos es vista como buena política. La mentalidad de
faquín es ordinaria, el defensor de la libertad es visto como extraño. Es difícil para uno que ama la libertad de verdad y aborrece extremamente el poder del estado a ir a Washington por un periodo de tiempo y no volver un verdadero cínico."
En 2009, Paul fue presentado por CBS en Up to the Minute como uno de los dos miembros del Congreso de los Estados Unidos que se han comprometido a no recibir una pensión del Gobierno de los Estados Unidos. El otro es Howard Coble de Carolina del Norte.

## Campaña presidencial 1988
En la campaña presidencial de 1988, Paul derrotó al activista Amerindio Russell Means para ganar la nominación para presidencia del Partido Libertario. Paul criticó a Ronald Reagan como un fracaso y citó altos déficits como prueba A. En las votaciones en 46 estados y en el Distrito de Columbia, Paul se ubicó en el tercer lugar con 432.179 votos (0.5%), detrás del vencedor Republicano George H. W. Bush y el Demócrata Michael Dukakis. Paul fue mantenido fuera de las votaciones en Misuri y recibió solo los votos ahí por escrito, debido a lo que el St. Louis Post-Dispatch llamó un “tecnicismo”.
Como un “abanderado Libertario”, Paul ganó partidarios quienes acordaban con él en temas como derecho de porte de armas, conservadurismo fiscal, educación en el hogar y el aborto, y ganó aprobación de muchos que pensaban que el gobierno federal estaba en la mala dirección. Esta base de apoyo nacional alentó y donó a sus futuras campañas. Kent Snyder, jefe de la campaña del 2008, primero trabajó para Paul en la campaña del 1988.
De acuerdo con Paul, su carrera por la presidencia era más que simplemente alcanzar la oficina; el buscaba esparcir sus ideas libertarias, usualmente a grupos de estudiantes de colegios y universidades sin tener en cuenta la edad de poder votar. Él dijo, “Estamos tan interesados en las generaciones futuras como esta elección. Estos niños votarán eventualmente, y quizás, solo quizás, irán a casa y hablaran con sus padres.” Viajó por el país por un año hablando sobre asuntos como la economía del libre mercado y el creciente déficit fiscal: “Es por eso que hablamos con tanta gente joven. Ellos son los que están pagando la cuenta, ellos son los que están heredando esta deuda, entonces es muy probable que esta gente joven sea la próxima generación de gobierno.”
Después de la elección, Paul continuó ejerciendo su labor como médico hasta que retornó al Congreso. También era copropietario una tienda numismática, Ron Paul Coins ("Monedas Ron Paul"), por doce años con Burt Blumert, quien continuó operándola después que Paul regresó al Congreso. Habló múltiples veces en la convención de 1998 de la American Numismatic Association. Trabajó con FREE en proyectos como establecer la National Endowment for Liberty, produciendo la serie política pública “At Issue” que se emitió en Discovery Channel y CNBC, y la continuación de las publicaciones de ‘’Dr. Ron Paul’s Freedom Report’’.

## Años en el Congreso
Ron Paul & Associates (RP&A), Inc. fue fundado por Paul en 1984, quien sirvió como presidente. Llewellyn H Rockwell Jr. sirvió como vicepresidente, la esposa de Ron Paul, Carol, sirvió como secretaria y Lori Pyeatt como tesorera. La corporación se disolvió en 2001. En 1985, Ron Paul & Associates empezó a publicar el The Ron Paul Investment Letter y el The Ron Paul Survival Report; en 1987 añadió al controversial Ron Paul Political Report.
Después de su infructuosa carrera por la presidencia en 1988, Paul retornó a su labor de médico y continuó permitiendo que los boletines de noticias se publicaran teniendo su nombre. En 1992, RP&A ganó USD $940.000 y contrató a la familia de Paul como también a Lew Rockwell (su vicepresidente y ocasional editor) y a otros siete trabajadores. Murray Rothbard y otros libertarios creían que Rockwell le escribía los boletines a Paul; Rockwell después admitió su participación en la escritura de las cartas de suscripciones, pero le atribuyó los boletines de noticia a "siete o ocho independientes".
En 1992, Paul consideró postular a la presidencia, pero eligió apoyar a Pat Buchanan, y sirvió como asesor para su campaña presidencial contra el aquel entonces presidente George H. W. Bush.

## Carrera posterior en el Congreso

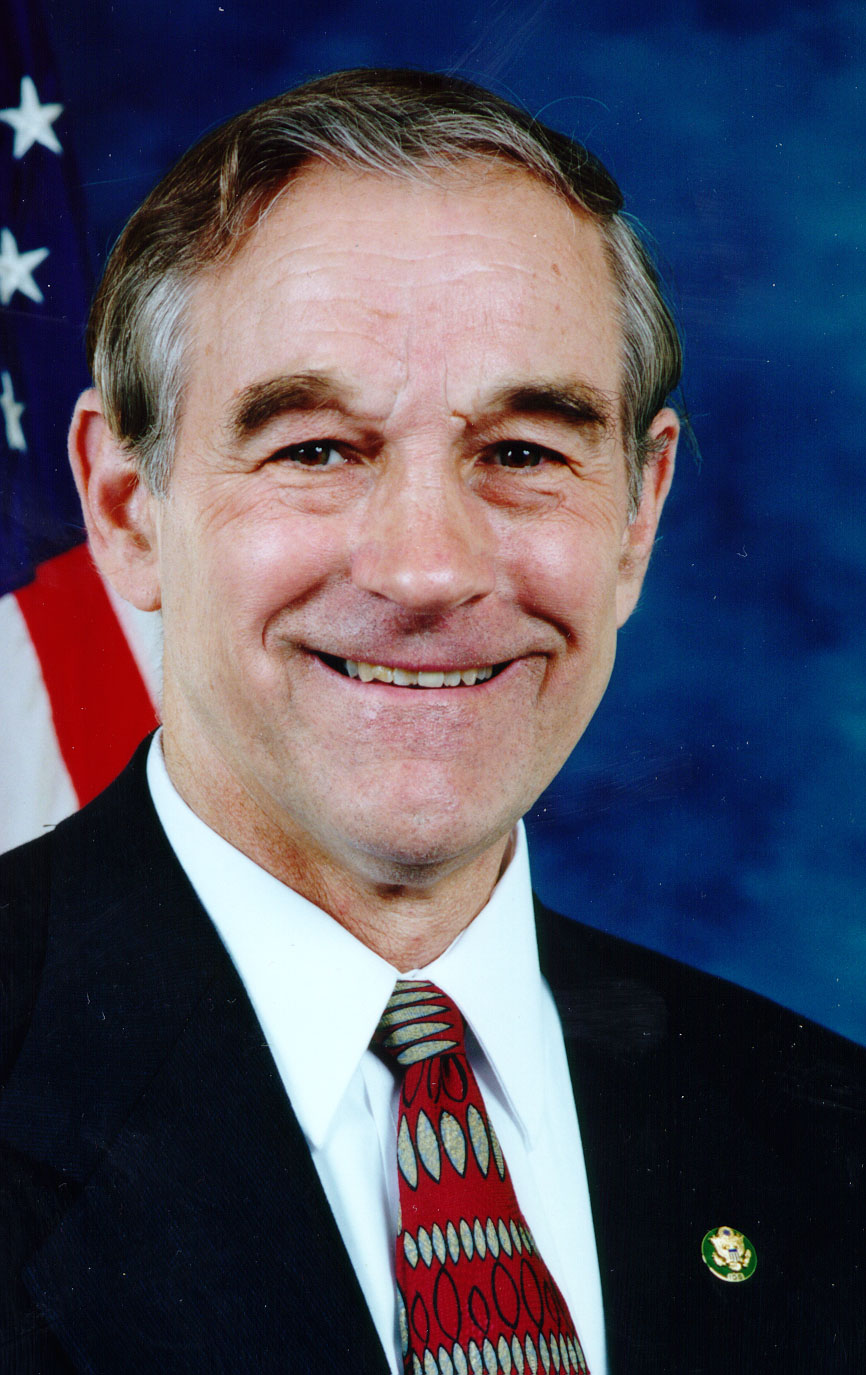
Un retrato antiguo de Paul en el Congreso

### Campaña de 1996
En 1996, Paul fue reelecto al Congreso después de su más dura campaña desde los 1970s. Ya que los Republicanos habían tenido la mayoría en ambas Cámaras del Congreso en las elecciones de 1994, Paul entró a la carrera esperando que sus políticas Constitucionalistas de bajar impuesto, cerrar agencias federales, y limitar a la ONU tendrían un apoyo más amplio que en el pasado. En vez de eso, el Comité Nacional Republicano se enfocó en alentar a los Demócratas a cambiarse de partido, como el oponente principal de Paul, el titular Greg Laughlin, lo había hecho en 1995. El partido tiró todo su peso detrás de Laughlin, incluyendo apoyo del Portavoz de la Cámara Newt Gingrich, gobernador de Texas George W. Bush, y la Asociación Nacional del Rifle. Paul respondió publicando anuncios en los periódicos citando las duras críticas por parte de Gingrich sobre el registro demócrata de votos de Laughlin hace 14 meses atrás. Paul ganó las primarias con apoyo del lanzador de béisbol Nolan Ryan (como presidente honorario de la campaña y portavoz de anuncios), como también del activista de impuestos Steve Forbes y comentarista conservador Pat Buchanan (del cual ambos habían hecho campañas presidenciales ese año).
En las elecciones generales de otoño, el oponente Demócrata de Paul, el abogado Charles "Lefty" Morris, recibió asistencia de la AFL-CIO, pero los contribuyentes de Paul le ganaron al "dos-contra-uno" de Morris en recaudar dinero, haciendo a Paul el tercer miembro de la Cámara que más dinero recaudó proviniendo de contribuciones individuales (detrás de Gingrich y Bob Dornan). Mientras que Paul fue capaz de proyectar a Morris como una herramienta para abogados y big labor (sindicatos gigantes), Morris publicó varios anuncios sobre el apoyo de Paul de revocar leyes antidrogas federales.
Morris también acusó a Paul de ser el autor de cuestionables declaraciones en boletines de noticias anteriores, las cuales eran racialmente cargadas. La campaña de Paul respondió que las declaraciones fueron tomadas fuera de contexto, y que los votantes no entenderían citaciones "irónicas" fuera de contexto.
Paul ganó las elecciones con un estrecho margen. Se volvió la tercera vez que Paul fue elegido al Congreso como no-titular. En su retorno a Washington, Paul rápidamente descubrió que "no había ni un esfuerzo sincero" por parte de los Republicanos hacia su meta declarada de un gobierno pequeño.

### Campañas posteriores
En 1998 y de nuevo en 2000, Paul derrotó a Loy Sneary, un granjero demócrata de Bay City, Texas y exjuez del Condado de Matagorda, publicando anuncios advirtiendo a los votantes a estar "leery" de Sneary (leery hace referencia a la palabra inglesa weary, o estar harto de...) Paul acusó a Sneary por votar a favor de subir su propia remuneración un 5%, por incrementar sus asignaciones de viajes un 400% en un año, y usar el incremento de impuestos para empezar una nueva burocracia gubernamental para manejar un pago de matrículas de vehículos que el mismo promulgó. Los asistentes de Sneary dijeron que él votó subir la remuneración de todos los empleados del condado un 5% en por el incremento del costo de vida. Paul respondió que él nunca había votado a favor de subir las remuneraciones en el Congreso. En ambas campañas, el Partido Demócrata nacional e importantes sindicatos continuaron teniendo fuertes gastos intentando atacar a Paul.
Una petición grassroot para presionar a Paul a nominarse como candidato para la carrera presidencial de 2004 obtuvo miles de firmas. El 11 de diciembre de 2001, él le dijo a al movimiento independiente que él estaba alentado por el hecho que la petición había propagado el mensaje del Constitucionalismo, pero no esperaba una victoria en ese momento. El mismo movimiento independiente provocó que Paul entrara a la carrera presidencial de 2008.
A diferencia de muchos candidatos políticos, Paul recibe la mayoría de sus contribuciones monetarias de personas individuales (97 por ciento en el 2006), y recibe mucho menos de political action committees (PAC) (grupos privados organizados para elegir un candidato o influenciar decisiones políticas) que otros, que va desde el 2% (2002) hasta el 6% (1998). El grupo Clean Up Washington (Limpien Washington), analizando desde el 2000 hasta mediados del 2006, enumeró a Paul como el séptimo menor receptor de contribuciones monetarias proviniendo de los PACs de todos los miembros de la Cámara; uno de los menores receptores monetarios proviniendo de lobbys; y el cuarto más alto receptor monetario proviniendo de donaciones-pequeñas. Él obtuvo la menor contribución monetaria proviniendo de PACs de todos los candidatos de la carrera presidencial del 2008.
Paul fue reelegido por décima vez al Congreso en noviembre de 2006. El 4 de marzo de 2008, en las primarias Republicanas para su puesto en el Congreso, él derrotó al concejal de Friendswood, Texas Chris Peden, obteniendo sobre el 70% de los votos. En la papeleta de votaciones del 2008, Paul ganó por 11° vez al Congreso corriendo sin oposición. En las primarias Republicanas del 2010 para su puesto en el Congreso, Paul derrotó a tres oponentes con el 80% de los votos.

## Campaña presidencial 2008

### Campaña para la primaria Republicana

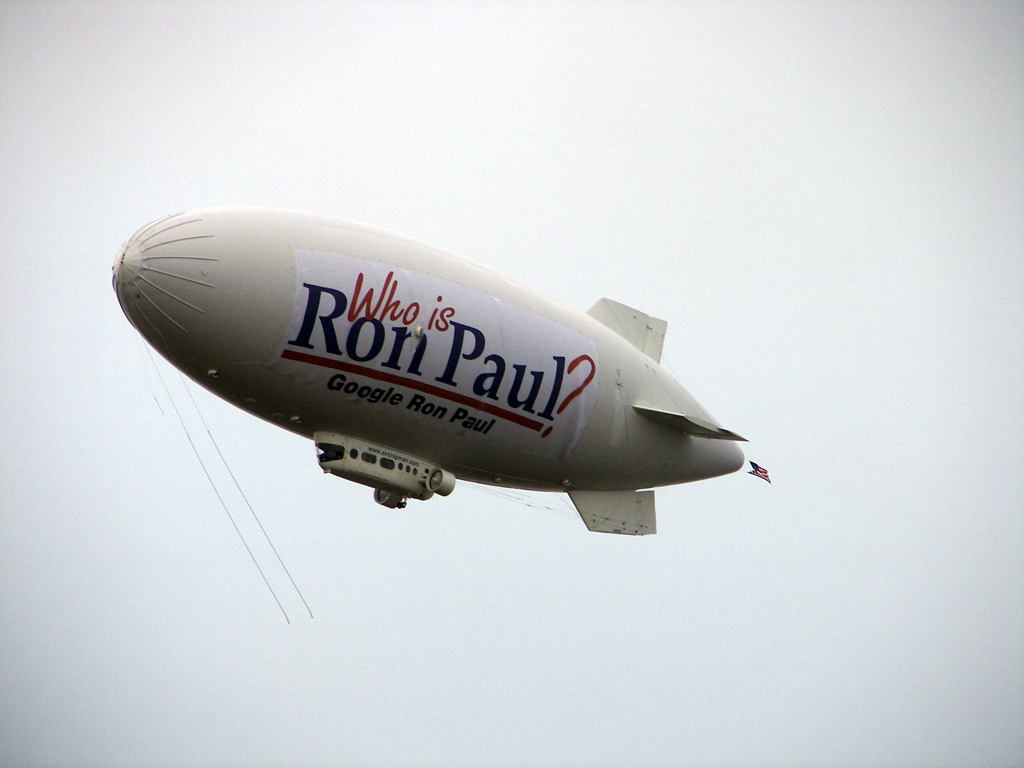
El dirigible de Ron Paul, con un costo declarado de USD $400.000 por mes, los partidarios recaudaron suficiente dinero para mantener al dirigible a flote por seis semanas.

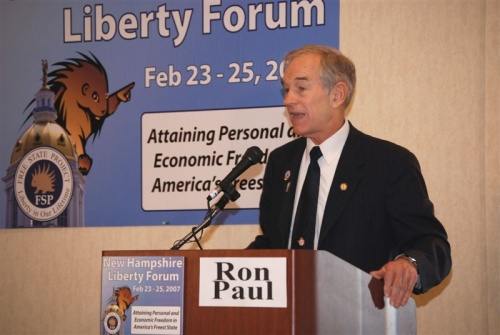
Ron Paul en el Foro de la Libertad del Free State Project.

Paul declaró formalmente su candidatura a la nominación Republicana 2008 el 12 de marzo de 2007 en C-SPAN. Su campaña tuvo un inmenso apoyo grassroot —se había dicho que sus partidarios "siempre aparecían"— y tenía docenas de victorias en sondeos de opinión del partido Republicano. Adicionalmente, Ron Paul obtuvo mucho apoyo en los campus de niversidades, donde alrededor de 500 grupos Students for Ron Paul (Estudiantes a favor de Ron Paul) fueron formados en los Estados Unidos. Pocos grandes políticos apoyaron a Paul, pero obtuvo el respaldo del activista político de Houston Clymer Wright, el "padre" del plazo-límite municipal impuesto en Houston en 1991.
La campaña de Paul mostró una recaudación de fondos "sorprendentemente fuerte" con varios eventos que batieron récords. Él tenía la tasa más alta de contribuciones procedentes del ejército, y donaciones procedentes de personas individuales, con la ayuda significativa de una presencia en línea y una campaña sumamente activa por parte de los partidarios, quienes organizaron recaudaciones de fondos moneybomb (bomba de dinero) que acumularon millones de dólares durante varios meses. Tales recaudaciones de fondos convirtieron a Paul en el candidato republicano que recaudó más dinero en el cuarto trimestre del 2007. A principios de mayo de 2007, el nombre de Paul fue el término más buscado según Technorati. Desde el 20 de mayo de 2007, las suscripciones a Ron Paul en YouTube superaban las del resto de candidatos.
Paul fue ampliamente ignorado por los medios tradicionales, incluyendo al menos un incidente, en el que FOX News no lo invitó a un debate del GOP, donde los otros candidatos a la presidencia estuvieron presentes. Una excepción fue el programa de Glenn Beck en Headline News, donde Beck lo entrevistó durante toda la hora de su show.
A pesar de que las proyecciones de las cuentas de delegados variaron ampliamente, la cuenta para Paul lo situaba en tercer lugar entre los tres candidatos que quedaron después del Súper martes. De acuerdo con CNN y el New York Times, por el Super martes Paul había recibido cinco delegados en Dakota del Norte, y se predijo que recibiría dos en Iowa, cuatro en Nevada, y cinco en Alaska basados en los resultados de las reuniones electorales, dando un total de 16 delegados. Sin embargo, la campaña proyectó 42 delegados basados en los mismos resultados, incluyendo delegados de Colorado, Maine, y Minnesota.
En enero, en las asambleas Republicanas de Lousiana, Paul sacó el segundo lugar detrás de John McCain, pero los delegados no comprometidos superaron a los delegados comprometidos de ambos candidatos, ya que el plazo para la inscripción se extendió hacia el 12 de enero. Paul dijo que él tenía la mayoría de los delegados de Luisiana que se habían inscrito antes del plazo original del 10 de enero, y se opuso a la extensión del plazo y la exclusión de votantes por parte del GOP de Lousiana debido a una lista obsoleta; él proyectó tres delegados de Lousiana. Las asambleas republicanas de Virginia Occidental fueron ganadas por Mike Huckabee en el Súper martes, cuyos coordinadores de campaña estaban dispuestos a dar tres de los delegados de Huckabee a Paul a cambio de votos de los partidarios de Paul. Huckabee no ha confirmado este compromiso de delegados.
Los votos de preferencia de Paul en las primarias y asambleas empezaron en un 10% en Iowa (ganando el Condado de Jefferson) y 8% en Nueva Hampshire, donde él tuvo el respaldo del campeón de la soberanía estatal, el representante estatal Dan Itse; en el súper martes ellos variaron desde el 25% en las asambleas de Montana y 21% en Dakota del Norte, donde él ganó varios condados, a tres por ciento en varias primarias estatales, promediando bajo el 10 por ciento en las primarias en general. Después de arrasar con cuatro estados el 4 de marzo, McCain fue proyectado ampliamente de tener la mayoría de los compromisos de los delegados de votar por él en la convención del partido en septiembre de 2008. Paul reconoció oblicuamente a McCain el 6 de marzo: "Aunque la victoria en el sentido político [no está] disponible, muchas victorias fueron alcanzadas debido al trabajo y entusiasmo". Él continuó la competencia en las primarias restantes, habiendo añadido, "McCain tiene el número nominal... pero si tu estás en una campaña sólo para ganar poder, eso es una cosa; si tu estás es una campaña para influenciar las ideas y el futuro del país, jamás se acaba." El libro de Paul del 2008, The Revolution: A Manifesto, se convirtió en un superventas del The New York Times y Amazon.com inmediatamente después de su lanzamiento. Su libro más reciente, End the Fed, ya fue lanzado.
El 12 de junio de 2008, Paul retiró su candidatura para la nominación republicana, citando que sus recursos podrían ser mejor invertidos en la mejora de los Estados Unidos. Parte de los $4 millones restantes de las contribuciones de la campaña fueron invertidos en la nueva acción política y grupo de apoyo llamado Campaign for Liberty. Paul dijo a la revista de noticias NOW en PBS que la meta de Campaign for Liberty era "difundir el mensaje de la constitución y de un gobierno limitado, y también organizar a nivel de las bases y enseñar a los activistas pro-libertad cómo llevar a cabo campañas efectivas y ganar las elecciones en cada nivel de gobierno."

## Campaña presidencial de 2012

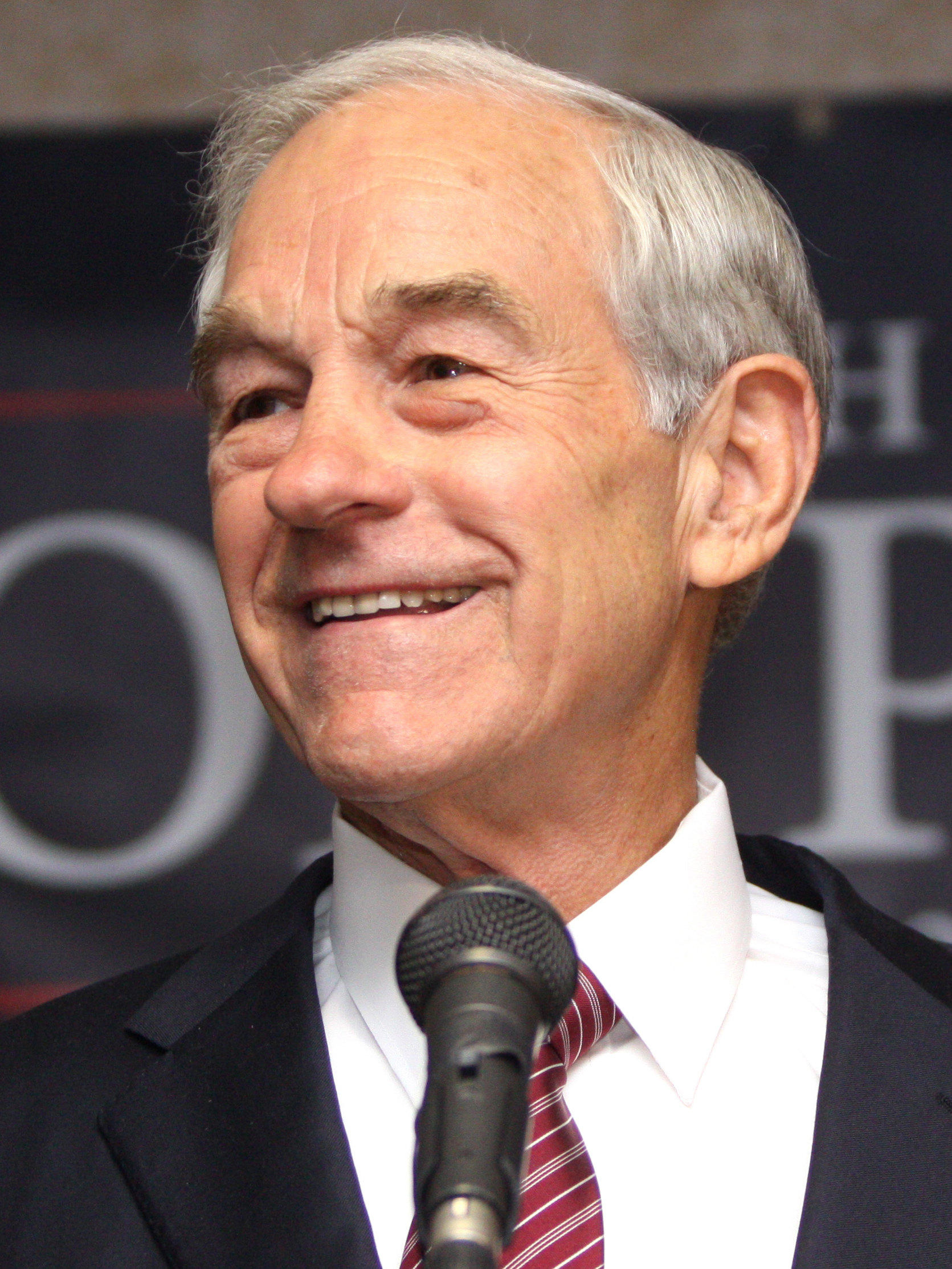
Paul hablando en Las Vegas, Nevada.

Paul participó para la nominación como candidato a la presidencia por el Partido Republicano en las Elecciones presidenciales de Estados Unidos de 2012.
A principios de 2010 hubo especulaciones entre los expertos y periodistas sobre la posibilidad de que Paul vuelva a postularse a la presidencia en 2012. Cuando a la esposa de Paul, Carol, se le preguntó si el volvería a candidatearse en el 2012 y su respuesta fue: "Si le preguntases ahora probablemente diría que no, pero si ha dicho... que las cosas están sucediendo muy rápido en nuestro país, si estuviésemos en un periodo de crisis y necesitaran a alguien... con el conocimiento que tiene... entonces lo haría."
El 26 de febrero de 2009 Paul fue uno de los interlocutores más importantes en el Conservative Political Action Conference en Washington D. C., donde habló por 20 minutos sobre temas que incluían teoría y política monetaria en los Estados Unidos, además de la guerra en Irak y política exterior. Campaign for Liberty, la organización de Paul, envió 140 voluntarios al CPAC 2009 para distribuir material, y aumentó ese número en forma significativa al año siguiente.
En la votación del CPAC de 2009 para la elección presidencial de 2012, Paul empató en tercer lugar con la candidata a la vicepresidencia por el Partido Republicano en 2008, Sarah Palin, con 13% del voto, atrás del excandidato Mitt Romney y el gobernador de Luisiana, Bobby Jindal. En la votación del CPAC del 2010, terminó en primer lugar, seguido por un distante Mitt Romney, Sarah Palin y Tim Pawlenty de Minnesota, entre otros. En la votación de la Southern Republican Leadership Conference, Paul acabó en segundo lugar con 24% de los votos (438), detrás de Mitt Romney (439). En abril de 2010, una encuesta de Rasmussen de probables votantes encontró que Paul y Obama estaban estadísticamente empatados en una elección presidencial hipotética en 2012.
Paul ganó varias votaciones luego de eso y comenzó a reunir fondos para formar un comité exploratorio. A mediados de abril de 2011, Paul anunció que formaría un grupo para "tantear" la situación y que tomaría la decisión de entrar o no en la campaña hasta el mes de mayo.  A finales de abril formó un comité exploratorio formal para candidatear para la nominación presidencial del Partido Republicano en 2012. Participó en el primer debate Republicano el 5 de mayo de 2011 y el 13 de mayo de 2011, Paul anunció su candidatura de manera formal en una entrevista con el programa de la ABC, Good Morning America. En el Ames Straw Poll terminó segundo, con sólo 0.9% de los votos por detrás de Michelle Bachmann.

Paul terminó con la mayor parte de los delegados en las Asambleas del Partido Republicano de 2012 en Iowa de 28 delegados Republicanos del estado de Iowa para la convención nacional Ron Paul obtuvo 23. En las Primarias del Partido Republicano de 2012 en Nuevo Hampshire, el 10 de enero de 2012, Paul recibió el 23% de los votos y terminó segundo detrás de Romney con 39%. Hay evidencias de posibles fraudes en varias de las Asambleas Republicanas estales y durante la convención nacional del partido Republicano lo que interrumpió su ascenso a la nominación nacional.

## Posiciones políticas

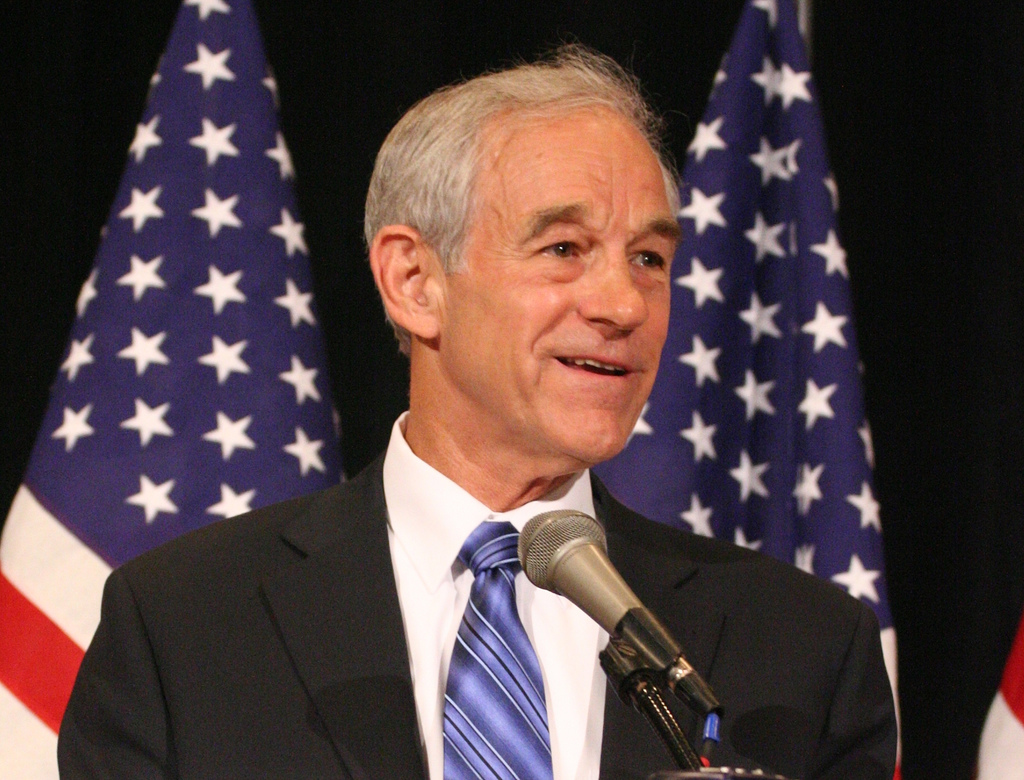
Paul en la convención del 2007 del Comité Nacional de Derecho a la Vida en Kansas City, Misuri, 15 de junio de 2007.

Paul ha sido descrito como conservador, constitucionalista, y libertario. Ha sido apodado como "Dr. No", reflejando tanto su título de doctor como su insistencia en que él "nunca votará por una legislación a menos que la medida propuesta este explícitamente autorizada por la Constitución", y "Mr. Republican". Un método de puntaje publicado por la American Journal of Political Science encontró a Paul el más conservador de los 3320 miembros del Congreso desde 1937 a 2002. La política del exterior de Paul de no intervención lo llevó a ser el único candidato presidencial de 2008 que votó en contra la Resolución de guerra de Irak en 2002. Aboga por el retiro de Estados Unidos de la Organización de las Naciones Unidas y de la Organización del Tratado del Atlántico Norte, por razones de mantener una fuerte soberanía nacional. Apoya el librecambismo, rechazando las afiliaciones en el Tratado de Libre Comercio de América del Norte (NAFTA) y la Organización Mundial del Comercio como un "comercio administrado". Tiene la posición política de una seguridad más estricta en la frontera y se opone al bienestar para inmigrantes ilegales, la ciudadanía-al-nacer y la amnistía; él votó a favor del Secure Fence Act of 2006 (Ley del Cerco Seguro de 2006). Votó a favor de Authorization for Use of Military Force Against Terrorists (Autorización para el Uso de la Fuerza Militar Contra los Terroristas) en respuesta a los atentados del 11 de septiembre de 2001, pero sugirió alternativas a la guerra tal como dar la autorización al presidente de conceder una patente de corso con objetivos a terroristas específicos. Opositor de la guerra de Irak y la potencial guerra con Irán, también ha criticado el neoconservadurismo y la política exterior de los Estados Unidos en el Medio Oriente, argumentando que ambos inadvertidamente causan represalias terroristas contra los estadounidenses. Paul ha declarado que "Israel es nuestro amigo íntimo" y que no es asunto de los Estados Unidos el "dictar cómo Israel lleva sus asuntos".
Así también ha declarado su deseo de priorizar el comercio, la movilidad, la amistad y la diplomacia. En un discurso pronunciado en la Universidad Estatal de Chico, California, ante seis mil seguidores, planteó: "Ya es hora de anunciar la llegada del fin de la guerra fría y la apertura total hacia Cuba. Quiero apertura y comercio con Cuba. Debemos rechazar toda política exterior de imponer nuestra voluntad a la fuerza. O el apoyo a regímenes totalitarios que nos interesan."
Paul se adhiere a la economía de la Escuela austríaca; ha escrito seis libros sobre el tema, y muestra fotos de los economistas de la escuela austríaca Friedrich Hayek, Murray Rothbard, Ludwig von Mises y Grover Cleveland en la pared de su oficina. Regularmente vota en contra de las propuestas para nuevo gasto fiscal, iniciativas, o impuestos; Paul ha emitido dos tercios de todos los votos negativos únicos de la Cámara durante el periodo 1995-1997. Ha jurado nunca subir los impuestos y ha dicho que nunca ha votado a favor de aprobar un déficit presupuestario. Paul cree que el país podría abolir el impuesto sobre la renta individual al reducir el gasto federal a los niveles de gastos fiscales del 2000; la financiación de las operaciones del gobierno vendría principalmente a través del impuesto sobre la renta de las corporaciones, impuestos especiales y aranceles. Apoya la eliminación de la mayoría de las agencias del gobierno federal, llamándolas burocracias innecesarias. Paul también cree que la erosión a largo plazo del poder adquisitivo del dólar estadounidense a través de la inflación es atribuible a la falta de algún producto como respaldo. Sin embargo, Paul no apoya un "retorno" al patrón oro, como el gobierno estadounidense había establecido en el pasado, sino que prefiere eliminar las leyes de moneda de curso legal y eliminar el impuesto sobre la venta al oro y la plata, para que el mercado pueda libremente decidir el tipo de estándar(es) monetario(s). Él también aboga por una eliminación gradual del Sistema de Reserva Federal.
Paul apoya los derechos constitucionales, tales como el derecho a la posesión de armas, y hábeas corpus para los presos políticos. Se opone a la Ley Patriótica, el uso federal de la tortura, la autonomía presidencial, el documento nacional de identidad (REAL ID Act), vigilancia doméstica, y el servicio militar obligatorio. Citando la novena y décima enmiendas, Paul aboga por los derechos de los estados de decidir cómo regular asuntos sociales no mencionados directamente por la Constitución. Paul se considera "fuertemente pro-vida", "un enemigo inquebrantable del aborto", y cree que la regulación o prohibición en las decisiones médicas sobre la salud materna o fetal son "mejor manejadas al nivel estatal". Dice que sus años como obstetra lo llevaron a creer que la vida comienza con la concepción; su legislación relacionada con el aborto, como el Sanctity of Life Act (Ley de Santidad de la Vida), tiene la intención de negar Roe v. Wade y obtener que "el gobierno federal quede completamente fuera del negocio de regular los asuntos estatales." Paul también cree que se le está dando un mal uso a la noción de la separación del estado e iglesia por parte del sistema judicial: "Caso tras caso, la corte suprema ha usado la infame metáfora 'separación del estado e iglesia' para defender las decisiones judiciales que le permiten al gobierno federal entrometerse en y privar a los ciudadanos de su libertad religiosa."
Ron Paul se posicionó en favor de las protestas por las respuestas a la pandemia de COVID-19.

## Popularidad
La popularidad a gran escala de Paul se construyó desde la nada en la campaña por la presidencia, a pesar de llevar más de veinte años postulando el mismo programa de gobierno. Su respaldo es un ejército de voluntarios que promueven la denominada “Ron Paul Revolution”, convirtiéndolo en el tercer personaje más citado en los motores de búsqueda de Internet y en foros políticos en inglés y español.
Además, el 5 de noviembre de 2007 los voluntarios de Ron Paul consiguieron el récord histórico de donaciones para un candidato, cuando 36.672 donantes únicos –de los que unos 20.000 donaban por vez primera- aportaron 4.2 millones de dólares en 24 horas, todo ello a través de una página web creada al efecto. Como una forma de continuar con la base de apoyo que participó en su campaña presidencial en 2008, el 12 de junio del mismo año Paul anunció la creación de Campaign for Liberty, una organización para educar a los electores y a los funcionarios en los principios libertarios y alcanzar puestos de candidatos en todos los niveles de gobierno. En abril de 2013 fundó el Ron Paul Institute for Peace and Prosperity, un centro para la educación y promoción del no intervencionismo en política internacional.

## Obras
- «Gold, Peace, and Prosperity: The Birth of a New Currency» (PDF). Foundation for Rational Economics and Education (Lake Jackson, Texas). 1981. OCLC 7877384. Consultado el 30 de julio de 2007.
- Paul, Ron; Lehrman, Lewis; U.S. Gold Commission (Septiembre de 1982). «The Case for Gold: A Minority Report of the U.S. Gold Commission» (PDF). Cato Institute (2d ed. Ludwig von Mises Institute, 2007) (Washington, DC). ISBN 0-932790-31-3. OCLC 8763972. Consultado el 30 de julio de 2007.
- Ron Paul. (1983). «Abortion and Liberty». Foundation for Rational Economics and Education (Lake Jackson, Texas). ISBN 0-912453-02-8. OCLC 9682249.
- «Ten Myths About Paper Money: And One Myth About Paper Gold». Foundation for Rational Economics and Education (Lake Jackson, Texas). 1983. OCLC 11765863.
- «Mises and Austrian Economics: A Personal View» (PDF). Ludwig von Mises Institute (2d ed. 2004) (Auburn, AL). 1984. OCLC 19968524. Consultado el 30 de julio de 2007.
- «Freedom Under Siege: The U.S. Constitution After 200 años» (PDF). Foundation for Rational Economics and Education (2d ed. Ludwig von Mises Institute, 2007) (Lake Jackson, Texas). 1987. OCLC 19697005. Archivado desde el original el 20 de junio de 2007. Consultado el 30 de julio de 2007.
- «Challenge to Liberty: Coming to Grips with the Abortion Issue». Ron Paul Enterprises (Lake Jackson, Texas). 1990. OCLC 46960450.
- «The Ron Paul Money Book». Plantation Publishing. 1991.
- «A Republic, If You Can Keep It». Foundation for Rational Economics and Education (Lake Jackson, Texas). 2000. OCLC 45414993. Archivado desde el original el 28 de marzo de 2008. Consultado el 23 de marzo de 2008.
- «The Case for Defending America». Foundation for Rational Economics and Education (Lake Jackson, Texas). 2002. OCLC 49744552.
- «The Ron Paul – Liberty In Media Awards – 2001». Palisade Business Press (Jersey City, Nueva Jersey). 2002. ISBN 1-893958-84-1.
- «The Ron Paul – Liberty In Media Awards – Vol. 2 – 2002». Palisade Business Press (Jersey City, Nueva Jersey). 2003.
- «The Ron Paul – Liberty In Media Awards – Vol. 3 – 2003». Palisade Business Press (Jersey City, Nueva Jersey). 2004. ISBN 1-893958-24-8.
- Upton, Fred, and Paul, Ron (2005). «Indecency in the Media: Rating and Restricting Entertainment Content: Should the House Pass H.R. 3717, the Broadcast Decency Enforcement Act?». Congressional Digest Corp (Washington, DC). OCLC 81150568.
- Rangel, Charles B., and Paul, Ron (2006). «Compulsory National Service: 2006-2007 Policy Debate Topic: Should the All-Volunteer Force be Replaced by Universal, Mandatory National Service?». Congressional Digest Corp (Bethesda, MD). OCLC 84912971.
- «Pillars of Prosperity». Ludwig von Mises Institute (Auburn, AL). 2008.
- Paul, Ron; Haddad, Philip; Marsh, Roger (Abril de 2008). «Ron Paul Speaks». Lyons Press (Guilford, CT). ISBN 1-59921-448-2. OCLC 199459258.
- Ron Paul. (2007). «A Foreign Policy of Freedom: Peace, Commerce, and Honest Friendship». Foundation for Rational Economics and Education (Lake Jackson, Texas). ISBN 0-912453-00-1. OCLC 145174995.
- Ron Paul. (2008). «The Revolution: A Manifesto». Grand Central Publishing (Nueva York). ISBN 0-446-53751-9. OCLC 191881970.
- Ron Paul (2009). «Eliminar la Fed». Grand Central Publishing (New York, NY). ISBN 978-0-446-54919-6. OCLC 318878539.
- Ron Paul (2011). «Libertad definida». Grand Central Publishing (New York, NY). ISBN 978-1-4555-0145-8. OCLC 668192339.